# Dialeurolonga bambusae
Dialeurolonga bambusae là một loài côn trùng cánh nửa trong họ Aleyrodidae, phân họ Aleyrodinae.
Dialeurolonga bambusae được Takahashi miêu tả khoa học đầu tiên năm 1961.